# Fuji-Q Highland
Koordinaten: 35° 29′ 14″ N, 138° 46′ 50″ O

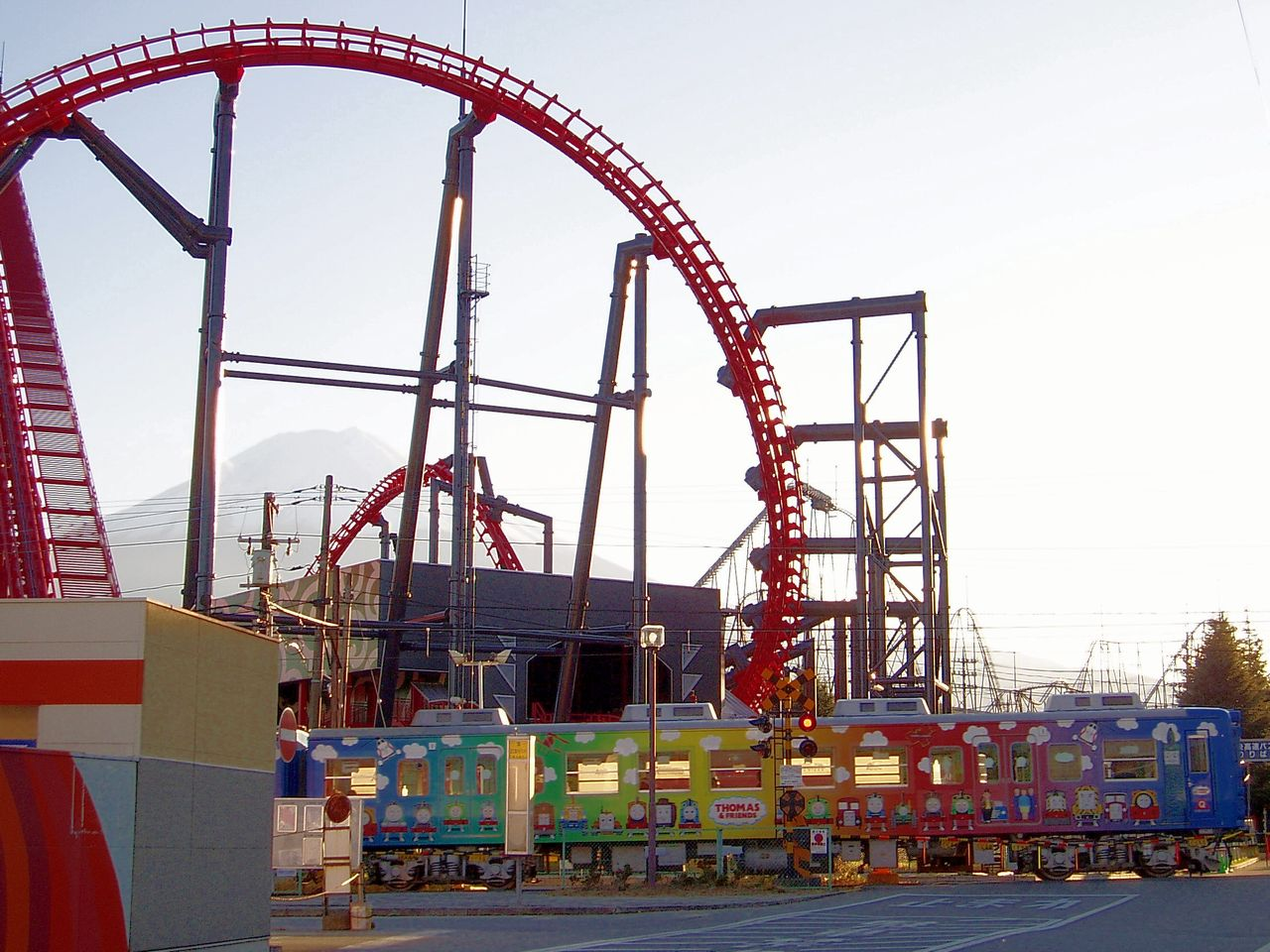
Der Bahnhof des Fuji-Q Highlands mit der Achterbahn Eejanaika.

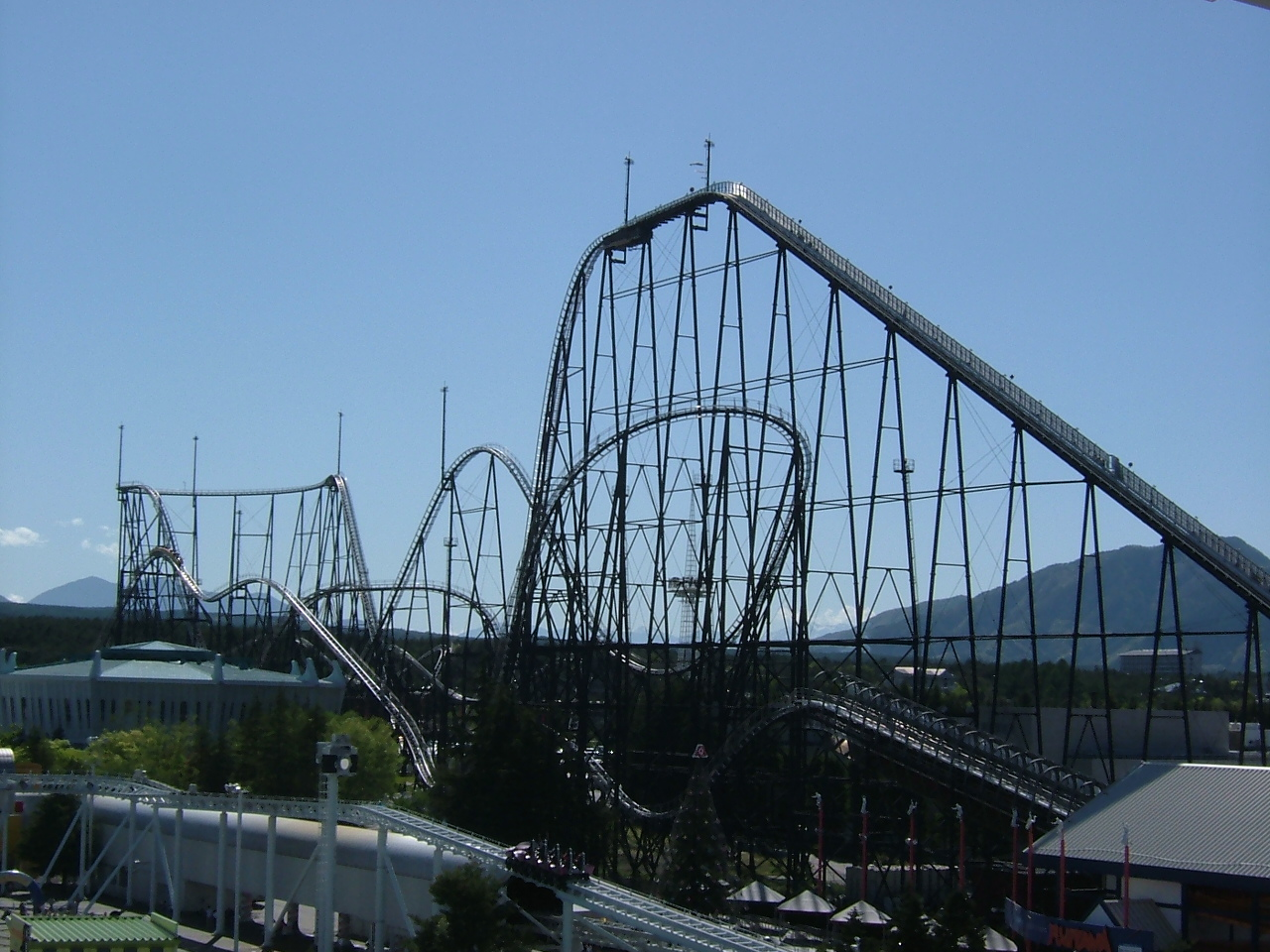
Fujiyama, die längste und höchste Achterbahn im Fuji-Q Highland.

Fuji-Q Highland (jap. 富士急ハイランド, Fujikyū Hairando), seltener auch Fujikyū Highland, ist ein Freizeitpark in Fujiyoshida, Präfektur Yamanashi, Japan. Er gehört zur Unternehmensgruppe der Eisenbahngesellschaft Fuji Kyūkō, kurz Fujikyū.
Der Freizeitpark befindet sich am nördlichen Fuße des Fuji. Er verfügt unter anderem über mehrere weltweit bekannte Achterbahnen und das Thomas Land, ein Kindervergnügungsgebiet mit einer Thomas & Friends-Thematisierung.

## Achterbahnen
| Name                                                   | Typ                   | Hersteller                 | Eröffnungsjahr   | Bemerkungen | Weblinks |
| ------------------------------------------------------ | --------------------- | -------------------------- | ---------------- | --- | -------- |
| Eejanaika / ええじゃないか                             | 4th-Dimension-Coaster | S&S – Sansei Technologies  | 2006             | Siehe Hauptartikel. |          |
| Fujiyama / フジヤマ                                    | Hyper Coaster         | Togo                       | 1996             | Siehe Hauptartikel. |          |
| Nia and Animal Coaster / ニアとアニマルコースター      | Kinderachterbahn      | Sansei Yusoki              | 1999 oder früher | Fuhr bis 2023 unter dem Namen Rock 'N Roll Duncan. |          |
| Takabisha / 高飛車                                     | Launched Coaster      | Gerstlauer Amusement Rides | 2011             | Siehe Hauptartikel. |          |
| Voyage Dans Le Ciel / リサとガスパールのそらたびにっき | Inverted Coaster      | Hoei Sangyo                | 2001             | Wurde ursprünglich als Flying Coaster eröffnet und fuhr dabei unter dem Namen Birdmen. Auf Grund technischer Probleme wurde die Bahn bereits im Mai 2001 wieder geschlossen. Bis 2003 wurde die Bahn zu einem Inverted Coaster umgebaut und die Thematisierung geändert, wobei der Name in Great Fluffy Sky Adventure (ふわふわお空の大冒険) geändert wurde. 2017 wurden Thematisierung, Wagen und Namen wieder geändert. |          |
| Zokkon                                                 | Launched Coaster      | Intamin                    | 2023             | |          |

### Ehemalige Achterbahnen
| Name                                            | Typ                              | Hersteller                | Eröffnungsjahr | Schließungsjahr | Bemerkungen | Weblinks |
| ----------------------------------------------- | -------------------------------- | ------------------------- | -------------- | --------------- | --- | -------- |
| Do-Dodonpa / ド･ドドンパ                        | Launched Coaster                 | S&S – Sansei Technologies | 2001           | 2021            | |          |
| Double Loop                                     | Stahlachterbahn mit Inversionen  | Meisho Amusement Machines | 1980           | 2005            | |          |
| Giant Coaster / ジャイアントコースター          | Stahlachterbahn ohne Inversionen | Sansei Yusoki             | 1966           | 1996            | Siehe Hauptartikel. |          |
| Mad Mouse / マッド・マウス                      | Wilde Maus                       | Sansei Yusoki             | 1973           | 2019            | Wurde zwischen 1997 und 1998 innerhalb des Parks versetzt.                                                                            |          |
| Moonsault Scramble / ムーンサルト・スクランブル | Shuttle Coaster                  | Meisho Amusement Machines | 1983           | 2000            | Siehe Hauptartikel. |          |
| Zola 7                                          | Dunkelachterbahn                 | Togo                      | 1988           | 2010            | Die Bahn verfügte über einen Darkride-Teil, bei dem die Fahrgäste mit an den Wagen befestigten Pistolen auf Objekte schießen konnten. |          |

## Lage
Das Fuji-Q Highland liegt in einer Ebene am Fuße des Fuji. Die umliegenden Städte sind für ihre touristische Lage an fünf Seen, der Sicht auf den Fuji und die Nähe zu Wandergebieten bekannt.

### Anreise
Das Fuji-Q Highland hat einen eigenen Bahnhof Fuji-Q Highland an der Fujikyūkō-Linie von Ōtsuki nach Fujikawaguchiko. Es gibt mehrere Busse, die täglich von den Bahnhöfen Tokio, Shinjuku, Yokohama und Ōmiya zum Fuji-Q Highland fahren. Darüber hinaus gibt es einen großen Parkplatz für Pkw am Haupteingang des Fuji-Q Highlands.